# Huwara

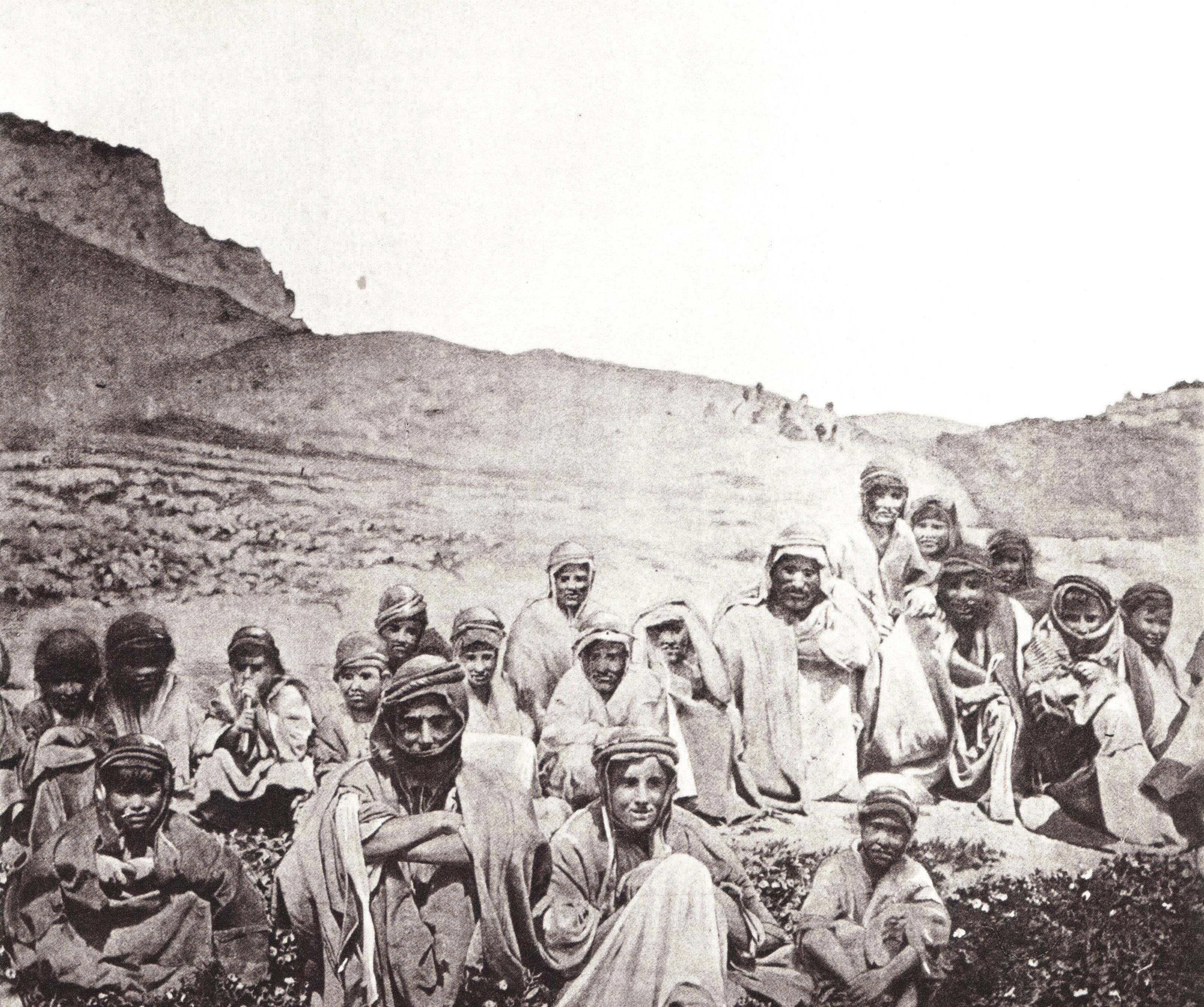
Habitantes de Huwara (1892)

Huwara, en ocasiones escrito Hawara o Huwwara (en árabe: حُوّارة‎, romanizado: Ḥuwwārah, pronunciado /ħʊwˈwaːra/ⓘ)  es una localidad ubicada en la gobernación de Nablus, Palestina. Situada en el norte de la Cisjordania ocupada por Israel, Huwara se encuentra en la carretera principal que conecta Nablus con el sur de la región, con Ramala y Jerusalén, aproximadamente a unos 6 kilómetros del Pozo de Jacob. Según la Oficina Central de Estadísticas de Palestina, la ciudad tenía una población aproximada de 7.539 habitantes a mediados de 2023.
Huwara es una ciudad icónica del Conflicto israelí-palestino, pues se encuentra en la carretera principal hacia los asentamientos israelíes cercanos, lo que provoca frecuentes enfrentamientos entre soldados de las FDI, colonos israelíes y habitantes palestinos de la localidad. En febrero de 2023, dos colonos israelíes que pasaban por la ciudad murieron tiroteados por un miliciano palestino. En respuesta al ataque, la ciudad fue arrasada por cientos de jóvenes colonos israelíes que incendiaron negocios y casas palestinas, dejando un civil muerto y cien heridos.   La presión del ejército israelí y de los colonos de asentamientos cercanos, que han impuesto el cierre de todos los locales de la calle principal y la partición en dos de Huwara, está llevando a una parte importante de su población a abandonarla.
Israel está construyendo en la actualidad una carretera de circunvalación alrededor de Huwara para evitar que los colonos israelíes pasen por esta ciudad palestina.

## Ubicación
Huwara se encuentra 7,2 kilómetros al sur de Nablus. Limita con Awarta, Odala y Beita al este, Za'tara y Yasuf al sur, Jamma'in y Einabus al oeste, y Asira al-Qibliya y Burin al norte. 

## Historia
Huwara es un asentamiento antiguo y en ella se han encontrado cisternas y tumbas excavadas en la roca, así como restos de columnas. Algunos han sugerido que Huwara podría identificarse con Horon, ciudad natal de Sambalat.
El académico damasceno Diya al-Din dejó constancia de que, en los siglos XII y XIII, Huwara estaba habitada por musulmanes. El arqueólogo israelí Israel Finkelstein no encontró ningún resto de cerámica anterior a la era otomana.

### Período otomano (1516-1917)
El pueblo pasó a formar parte del Imperio Otomano en 1517, junto con el resto de Palestina, y en 1596 aparecía ya en los registros fiscales encuadrado en la nahiya de Jabal Qubal, que a su vez formaba parte del Sanjacado de Nablus. Tenía una población de 87 hogares, todos ellos musulmanes. Sus habitantes pagaban un tipo impositivo fijo del 33,3% sobre diversos productos, como trigo, cebada, cultivos de verano, aceitunas, cabras y/o colmenas, así como por una prensa de oliva o uva, además de "ingresos ocasionales"; en total, la localidad contribuía con unos 14.000 akçe. 
En 1838, Edward Robinson describió Huwara como un "pueblo grande y antiguo" y musulmán, emplazado en el Jurat Merda, al sur de Nablus.
En la década de 1850, los gobernantes otomanos retiraron sus soldados del distrito para destacarlos en la Guerra de Crimea y, por lo tanto, se desencadenó una hostilidad abierta entre las diferentes facciones palestinas. En 1853, Huwara participó en una batalla con las aldeas vecinas de Quza y Beita que acarreó la muerte de diez hombres y siete mujeres.
Victor Guérin visitó el pueblo en 1870. Dejó constancia de que la aldea (a la que llamó Haouarah) tenía unos 800 habitantes y que estaba dividida en dos distritos, cada uno administrado por un jeque. Por esa época se dedicó un maqam a Abou en-Nebyh Sahin.
En 1882, el Estudio sobre Palestina Occidental del Fondo para la Exploración de Palestina describió a Huwara como una «aldea de piedra y barro al pie del Monte Guerizín, justo sobre la carretera principal. Tiene un aire de antigüedad y se extiende sobre una considerable extensión de terreno». 

### Mandato británico de Palestina
En el censo de Palestina de 1922, realizado por las autoridades del Mandato británico de Palestina, Huwara tenía una población de 921 habitantes, todos ellos musulmanes, una cifra que aumentó ligeramente en el censo de 1931, donde Huwara (junto con la localidad vecina Bir Quza, más pequeña que Huwara) tenía 240 hogares y una población de 955 habitantes, que eran, una vez más, todos ellos musulmanes. 

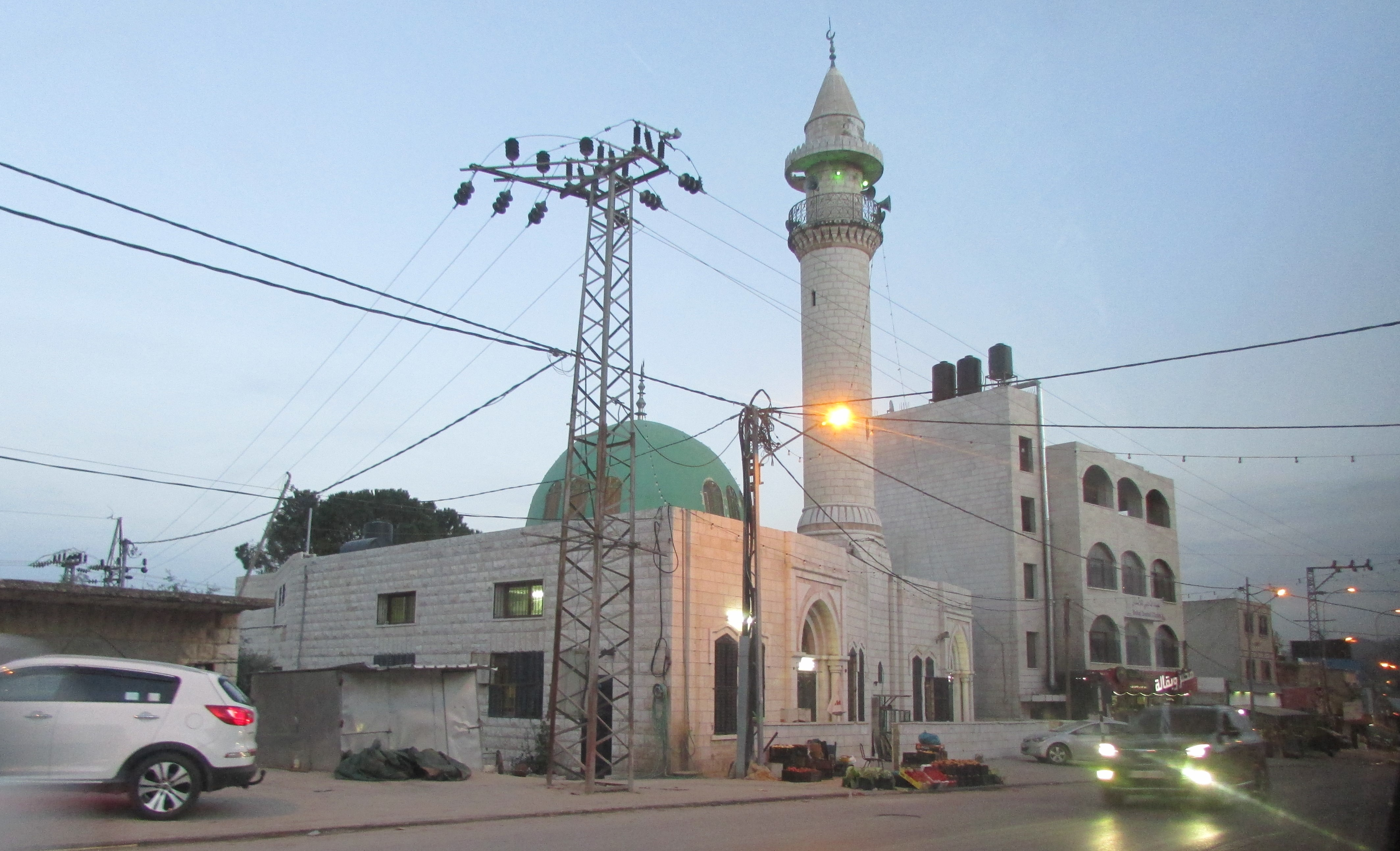
Mezquita de Huwara

En las estadísticas municipales de 1945, Huwara tenía una población de 1.300 habitantes, todos musulmanes,  con 7.982 dunams (7,982 km²) de tierra.  De estos, 607 dunams (0,607 km²) estaban dedicados a plantaciones y tierras de regadío, 4.858 (4,858 km²) se utilizaban para cereales,  mientras que los 129 dunams (0,129 km²) restantes eran terrenos urbanizados. 
La primera escuela primaria de Huwara fue fundada en 1947. Desde entonces, las escuelas tanto primarias como secundarias de esta localidad atienden también a niños y niñas de pueblos vecinos.

### Ocupación jordana
Como consecuencia de la guerra árabe-israelí de 1948, y tras el acuerdo de armisticio árabe-israelí de 1949, Huwara y el resto de Cisjordania quedaron  bajo ocupación jordana. La escuela de educación primaria se convirtió en escuela secundaria en 1962, y la primera escuela primaria femenina se creó en 1957.
El censo jordano de 1961 documentó 1.966 habitantes en la localidad. 

### Ocupación israelí
Desde la Guerra de los Seis Días de 1967, Huwara, junto con el resto de Cisjordania, se encuentran bajo un régimen de ocupación militar israelí.

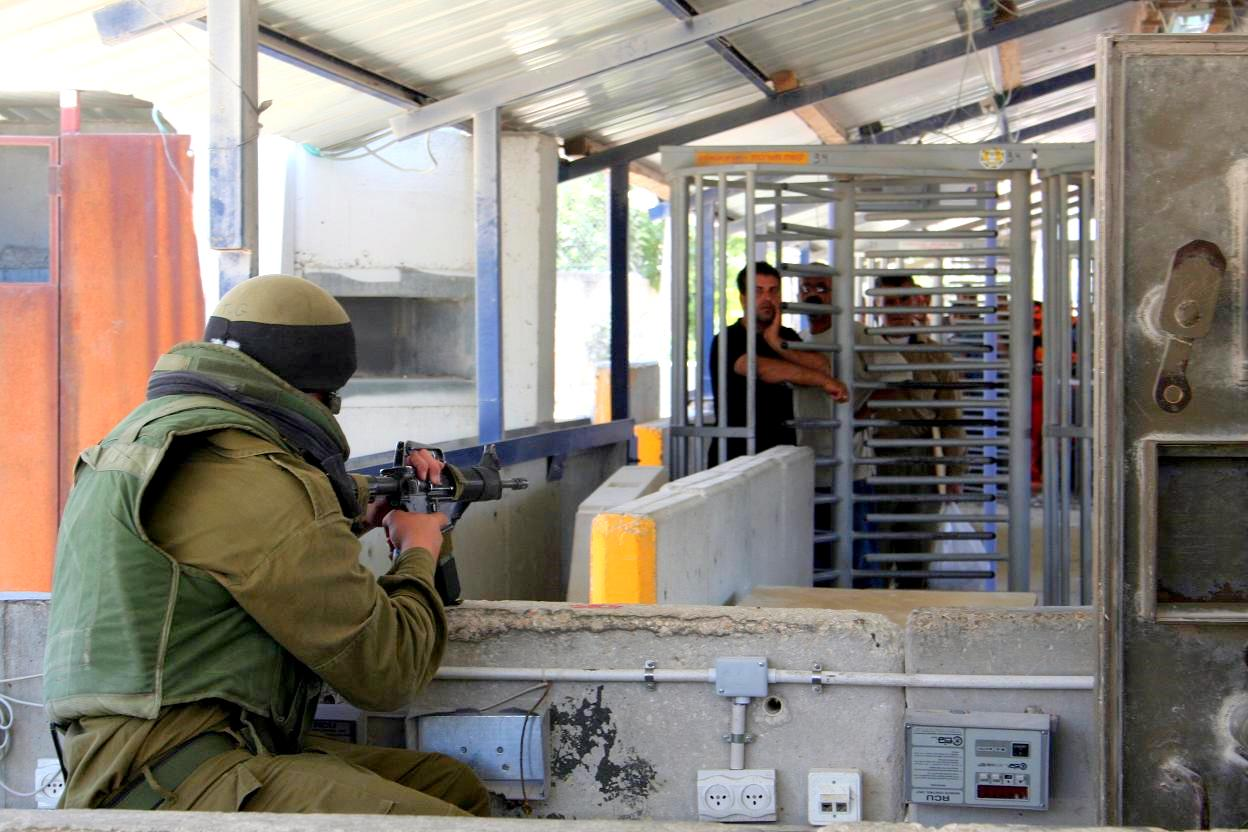
Soldados israelíes se enfrentan a palestinos que esperan en el puesto de control de Huwara, a la entrada de Nablus, el 12 de junio de 2006.

Según los Acuerdos de Oslo, el 38% de la superficie de Huwara quedó clasificada como Área B (con control militar israelí pero control administrativo palestino), mientras que el 62% restante fue catalogado como Área C (bajo pleno control palestino). 
Según el Applied Research Institute de Jerusalén, Israel ha confiscado 282 dunams (0,282 km²) de terrenos municipales de Huwara para construir el asentamiento israelí de Yitzhar. Todos los asentamientos israelíes son ilegales según el derecho internacional, pues el artículo 49 del Cuarto Convenio de Ginebra especifica que «la Potencia ocupante no podrá efectuar la evacuación o el traslado de una parte de la propia población civil al territorio por ella ocupado».

Huwara ha sido el blanco frecuente de la denominada política de la etiqueta de precios, actos aleatorios de violencia llevados a cabo por colonos judíos. Según el International Middle East Media Center (IMEMC), en abril de 2010 los colonos incendiaron tres vehículos palestinos en Huwara, mientras que el 27 de febrero de 2011, en un ataque contra la evacuación del asentamiento ilegal de Havat Gilad, los colonos lanzaron cócteles molotov contra una casa en el pueblo. En marzo de 2012, los colonos israelíes dibujaron una estrella de David en una mezquita de la localidad.En marzo de 2013, horas después de un apuñalamiento en el cruce de Kfar Tapuaj, los colonos judíos llegaron a Huwara y atacaron con piedras un autobús que transportaba alumnas palestinas, rompiendo el parabrisas e hiriendo al conductor. 

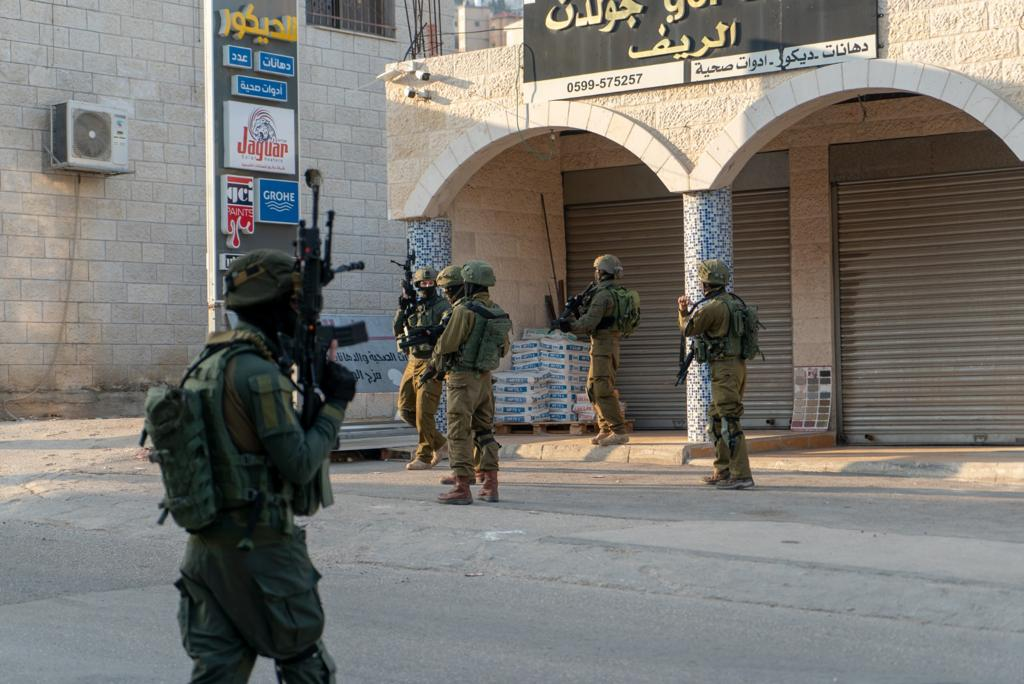
Soldados israelíes en Huwara

En octubre de 2014, durante la temporada de cosecha de aceitunas,  un incendio provocado destruyó enormes extensiones de terrenos agrícolas de propiedad palestina entre la aldea de Huwara y el asentamiento de Yitzhar, destruyendo más de cien olivos.  Aunque la causa del incendio está en cuestión, el alcalde de Huwara denunció que hombres enmascarados de la cercana Yitzhar y de los asentamientos vecinos provocaron el incendio vertiendo líquidos inflamables sobre los árboles, y que los soldados israelíes impidieron que los habitantes palestinos de Huwara accediesen a sus tierras para apagar el incendio. Más tarde, las fuerzas israelíes permitieron que miembros de protección civil de la vecina aldea palestina de Burin extinguieran el incendio, pero sólo después de que se hubiese extendido a un área aún mayor.La quema o destrozo de olivos, un patrón que el New York Times califica de ataques de la etiqueta de precios, es una preocupación constante de las Naciones Unidas, quienes han informado que en 2013 «... los colonos israelíes dañaron o destruyeron casi 11.000 olivos propiedad de los palestinos en la Cisjordania ocupada». 

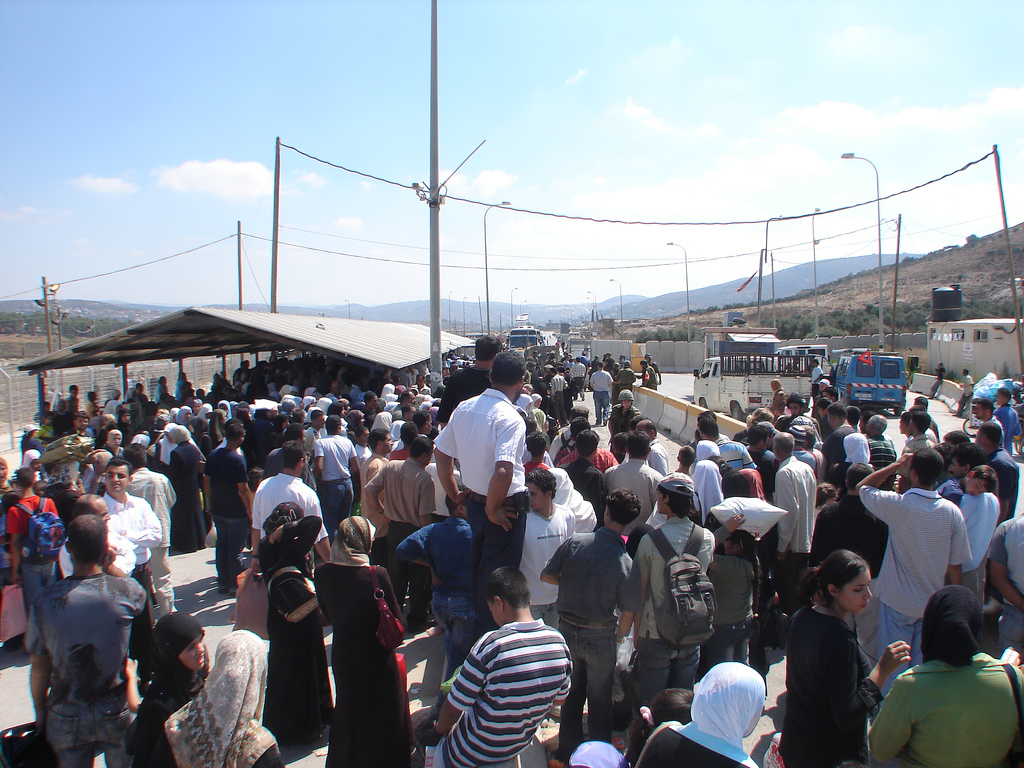
Puesto de control de Huwara.

Al norte de Huwara se encontraba el puesto de control de Huwara, uno de los puestos de control israelíes alrededor de Nablus, desmantelado en 2011 para facilitar el tráfico entre esta ciudad y Ramala. 
Su ubicación, en mitad de una de las principales carreteras de Cisjordania, utilizada tanto por israelíes de cuatro asentamientos del área de Nablus como por palestinos de esta gobernación, es un factor clave en la vida en Huwara. La ciudad tiene muchos negocios ubicados en la carretera, que está controlada por el ejército israelí.

#### Sucesos de 2023

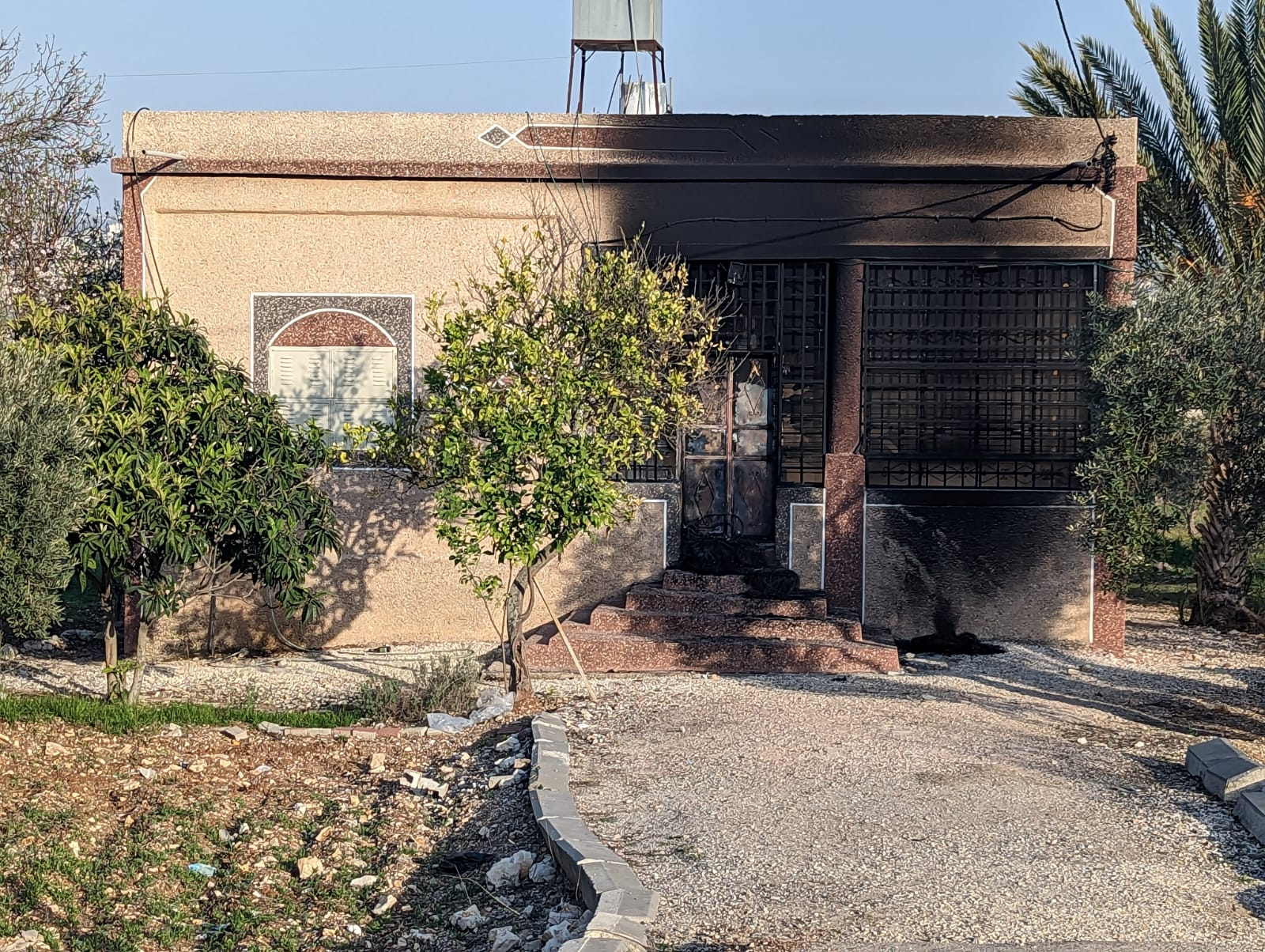
Casa de Huwara quemada por colonos en febrero de 2023.

El 26 de febrero de 2023, un miliciano palestino mató a tiros a dos colonos israelíes de 19 y 20 años mientras conducían por Huwara. El tiroteo fue condenado por Israel pero elogiado por los grupos paramilitares palestinos. Esos grupos declararon que el ataque había sido una represalia por la muerte de 11 palestinos en Nablus a manos del ejército israelí durante una incursión días antes.
Poco después, Huwara fue atacada por cientos de colonos israelíes   que incendiaron 30 casas y automóviles (algunas fuentes hablan de «200 edificios» en «cuatro localidades palestinas») y mataron a un palestino, en lo que los medios de comunicación internacionales caracterizaron como un «ataque sin precedentes por parte de los colonos». 
Los testigos y las pruebas de vídeo demostraron que los soldados israelíes presentes en la escena observaron pero no actuaron para detener la violencia. El ejército israelí fue criticado por no intervenir pese a que el ataque de los colonos era previsible. Sin embargo, el comandante del ejército israelí en Cisjordania, el general de división Yehuda Fuchs, declaró que el ejército no estaba preparado para la intensidad del ataque de Huwara, al que calificó de «un pogromo perpetrado por criminales», aplicando un término históricamente utilizado para los ataques contra judíos de Europa oriental en los siglos XIX y XX.  El ataque fue condenado por políticos israelíes y palestinos, incluso por algunos líderes de la extrema derecha israelí.
Tras el ataque, el nuevo Ministro de Finanzas de Israel, el extremista de derechas Bezalel Smotrich, que había recibido más amplia autoridad sobre Cisjordania, declaró: «Creo que la aldea de Huwara debe ser aniquilada. Creo que el Estado de Israel debería hacerlo». 
El comentario provocó la condena internacional encabezada por el Secretario General de la ONU, el Departamento de Estado de los Estados Unidos (que pidió al primer ministro israelí, Benjamín Netanyahu, que rechazara esa afirmación ), Jordania, los Emiratos Árabes Unidos y otros miembros de la comunidad internacional. El comentario se produjo antes de una importante visita de Smotrich a los Estados Unidos para recaudar fondos y múltiples organizaciones judías por los derechos humanos pidieron al Departamento de Estado que le negara la entrada. En respuesta a las críticas tanto externas como internas, Smotrich matizó su afirmación, declarando que no apoyaba la eliminación total de Huwara, sino que más bien llamó a Israel a eliminar a los milicianos y a sus partidarios en Huwara para restaurar la seguridad en la región.

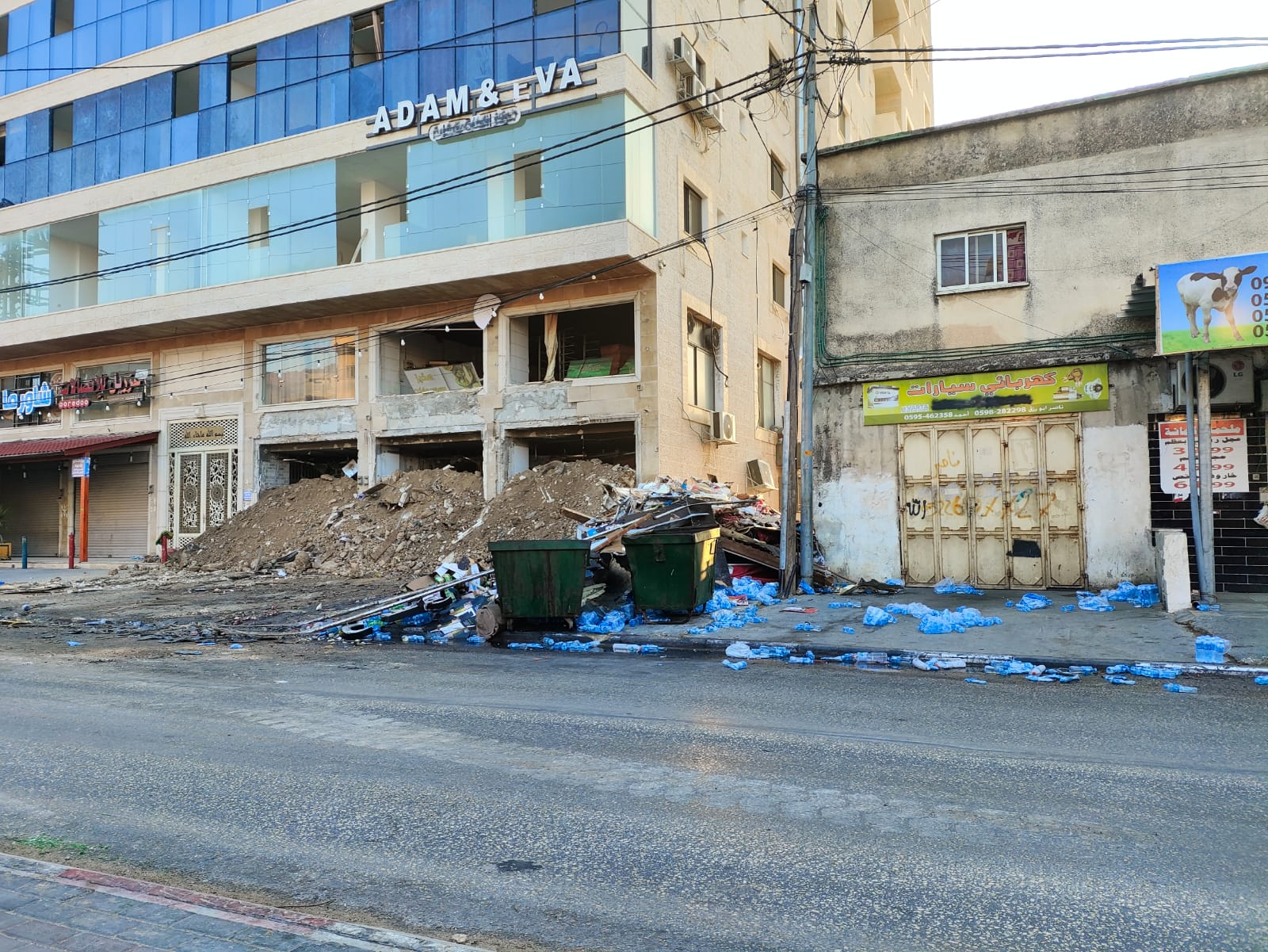
Ruinas de la Pizzería Eiffel, en Huwara, tras ser demolida por el ejército israelí (2023).

#### Guerra Israel-Gaza de 2023-2024
El 5 de octubre de 2023, dos días antes del ataque sorpresa a Israel llevado a cabo por la organización paramilitar palestina Hamás que se cobró la vida de 1200 israelíes y dejó a otros 250 como rehenes, el ejército israelí decretó el cierre de todas las tiendas de la avenida principal de Huwara (incluidas todas las panaderías), colocó soldados a ambos extremos de la avenida y prohibió el paso de vehículos palestinos, permitiendo solamente el acceso a los judíos. A lo largo de la calle se colocaron bloques que impedían el paso a los viandantes palestinos, que solo pueden acceder al otro lado de la ciudad bajo permiso del ejército israelí. Los habitantes de Huwara tienen prohibido caminar por las aceras de esta avenida, y si no tienen permiso del ejército, deben hacer unos 14 kilómetros en coche, pasando por Nablus, para acceder al otro lado de la calle.El acceso a las clínicas o a las escuelas del lado contrario de la ciudad también ha quedado prohibido, y los colonos han quitado todas las banderas palestinas de Huwara y han colocado banderas israelíes en su lugar. Una semana después del inicio de la guerra Israel-Gaza de 2023, una pizzería en Huwara publicó un anuncio usando la imagen de uno de los rehenes israelíes haciendo el signo de la victoria junto con una de sus pizzas. En respuesta, el ejército israelí demolió la pizzería y un supermercado aledaño.Cuando un grupo de colonos armados llegó al local con bidones de gasolina, el propietario de la pizzería se entregó en un puesto de control israelí cercano; su familia denunció que recibió una paliza de los soldados y que ha estado detenido en paradero desconocido desde entonces.
El 13 de febrero, colonos israelíes prendieron fuego a un camión perteneciente a un habitante de Huwara. El 19 de febrero, ocho colonos israelíes descendieron en dos coches hasta la ciudad y comenzaron a romper las ventanas y dañar los coches aparcados en una de las calles principales.